# Damn Small Linux
Damn Small Linux, também conhecida como DSL, é uma distribuição linux baseada em Debian. É conhecida por ser muito pequena: o iso da última versão estável - 4.1 - tem menos de 50 MB, cabendo em um CD do tipo business card. A distribuição também é muito leve: segundo o seu website, ela é capaz de rodar em um sistema 486DX com 16 MB de memória RAM.
DSL pode ser executada a partir de um CD (live CD) - inclusive um CD do tipo business card - sem instalação no disco rígido. É possível ter um sistema funcional em um computador sem disco rígido. Ela também pode ser executada a partir de um pen drive. Pode ser instalada no disco rígido.
A distribuição também inclui capacidades que facilitam a customização e instalação de extensões, inclusive com a adição de novos programas a um sistema rodando a partir de um live CD.
Em 30 de dezembro de 2006, a distribuição está em 8º lugar no ranking de visitas do site Distrowatch.

## Aplicativos e capacidades
Segundo o seu website, DSL possui:
- XMMS (player de MP3, música de CD, e MPEG)
- Cliente FTP
- Navegador web Dillo
- Navegador web Mozilla Firefox
- Planilha eletrônica
- Cliente de e-mail e notícias Sylpheed
- Processador de texto (Ted)
- Três editores de texto - Beaver, Vim, e Nano (clone do Pico)
- Edição e exibição de imagens (XPaint, e xzgv)
- Visualizador de PDF Xpdf
- Gerenciador de arquivos emelFM
- Cliente de AIM, ICQ e IRC Naim
- VNCviwer
- Rdesktop
- Cliente e servidor SSH/SCP
- Cliente DHCP
- PPP, PPPoE (ADSL)
- Servidor web
- Calculadora
- Algum suporte a impressoras
- NFS
- Gerenciadores de janela FluxBox e JWM
- Jogos
- Ferramentas de monitoração do sistema
- Uma grande variedade de ferramentas de linha de comando
- Suporte a USB e pcmcia
- Algum suporte wireless

## DSL-N
Existe uma distribuição semelhante à DSL, chamada DSL-N, ou Damn Small Linux Not. Ela é desenvolvida por alguns dos mesmos desenvolvedores da DSL. Ao contrário da DSL, ela não tem um limite rigoroso de tamanho, o que possibilita a inclusão do linux 2.6 (em contraste à DSL, que utiliza linux 2.4) e aplicativos baseados em GTK2. Apesar de não ter um limite rigoroso de tamanho, os criadores da DSL-N se esforçam para mantê-la compacta . O tamanho da versão 0.1RC4 da DSL-N é de 95 MB .

## DSL 2024
Em 2024, John Andrews disponibilizou uma nova versão do DSL anunciando uma mudança de metas, com um limite de tamanho alterado para 700 MB. John justificou a mudança argumentando que não haviam mais tantos usuários com computadores que não suportavam inicialização por CD, e que drivers para hardwares mais modernos impossibilitariam um sistema tão pequeno quanto antes. Ainda em alpha, a nova versão conta com o gerenciador de pacotes APT e novos programas.